# Jean-Marie Lemieux
Pour les articles homonymes, voir Lemieux.
Jean-Marie Lemieux est un comédien et metteur en scène québécois né à La Pocatière le 14 décembre 1939 et mort le 4 novembre 1985 à Québec.

## Biographie

### Formation
Il fait ses études primaires auprès des frères du Sacré-Cœur de L'Ancienne-Lorette avant de poursuivre ses études secondaires chez les pères du Sacré-Cœur de Beauport. Sa voix forte et ses talents d'orateurs le font remarquer par les pères du Sacré-Cœur. Il y demeure  quatre années, au cours desquelles il se désintéresse de la prêtrise en dépit des exhortations des pères qui l'encouragent à poursuivre le noviciat.  Il se décide à terminer ses études classiques au Petit Séminaire de Québec. Il s’inscrit par la suite à la Faculté de médecine, où il complète deux années de formation. 
Le théâtre, entre-temps devenu incontournable, finit par s'imposer. Dans les années 1960, il rejoint la troupe de théâtre Les Treize. Sa lecture du répertoire théâtral québécois et mondial et sa collaboration à la mise en scène des pièces jouées par la troupe le confortent dans sa détermination à devenir acteur. Il abandonne la médecine et est reçu au Conservatoire d’art dramatique de Québec où il travaille auprès de Jean Valcourt. Après trois ans de formation, il obtient en 1966 son diplôme avec trois premiers prix : comédie classique, théâtre contemporain et tragédie classique avec la note de très haute distinction.

### Activité théâtrale
Dès sa sortie du Conservatoire d’art dramatique de Québec, Jean-Marie Lemieux connaît une carrière fulgurante. Au  cours des vingt années suivantes, il incarne plus de quatre-vingts rôles dans les genres les plus divers : classique, québécois, Théâtre de boulevard, pièces contemporaines et chefs-d'œuvre shakespeariens. Il affectionne tout particulièrement dans le répertoire international les pièces de Jean Anouilh, de Paul Claudel, de Molière, mais aussi de John Steinbeck, Tennessee Williams, Anton Tchekhov et, bien sûr, Shakespeare. Dans le théâtre québécois, il joue Jacques Ferron et Marcel Dubé. Il partage la scène avec des comédiens et comédiennes chevronnés : Janine Sutto, Hélène Loiselle, Louise Marleau, Élizabeth Chouvalidzé et Andrée Lachapelle ; Jean Besré, Lionel Villeneuve, Jean-René Ouellet, François Tassé, Gilles Pelletier et Jean Duceppe.
En 1972, après plusieurs reprises au cours des années précédentes, Jean Duceppe et Jean-Marie Lemieux ont joué 203 fois la pièce Charbonneau et le Chef de John Thomas McDonough.  Dans ses confidences, Jean Duceppe révèle que Jean-Marie Lemieux en Mgr Charbonneau en imposait tant aux spectateurs que certains se signaient lorsqu’il bénissait son assemblée.
Avec le même bonheur, Jean-Marie Lemieux traduit, adapte et met en scène plusieurs pièces.  Attaché à l’idée de faire de la ville de Québec une plaque tournante du théâtre, il fonde le Théâtre du Bois de Coulonge en 1977. Avec la complicité de Rachel Lortie, comédienne et compagne de vie, ils proposeront, au fil des ans, une programmation variée faisant la part belle au théâtre québécois. Ils inaugurent leur salle avec Les Grands Soleils de Jacques Ferron. Suivront des créations de Marie Laberge, Jeanne-Mance Delisle, Guy Dubé et Frank Fontaine. Les pièces de toute provenance sont présentées sous un chapiteau conçu par l'architecte Michel Gallienne, de Québec, et monté dans le boisé du parc du Bois de Coulonge.  C’est l’aventure d’un théâtre d’été capable de faire renaître l’esprit des saltimbanques. Esprit sensible porté par l’improvisation et la création dont se nourrit le travail de Jean-Marie Lemieux. 
À ce travail de fondateur et de directeur artistique de théâtre se greffe la production de pièces dans d’autres théâtres : Le  Trident, La Fenière, le Théâtre Félix-Leclerc et celui du Vieux-Port, ainsi que Le Petit Champlain. 
À la télévision, l'acteur apparaît au générique de plusieurs séries télévisées dont D’Iberville, Les Belles Histoires des pays d'en haut, Les Berger, Les Forges de Saint-Maurice, La Vie promise et la mini-série biographique Laurier. 
Au cinéma, il joue dans une quinzaine de films dont Les Yeux rouges d’Yves Simoneau, Partis pour la gloire de Clément Perron et La Vie de Marie Victorin. Il prête également sa voix à au doublage. 
Après six années en poste, il quitte la direction du Théâtre du Bois de Coulonge en 1982, afin de ne plus s’adonner qu’au plaisir du jeu, confiera-t-il. Il ne sait pas encore qu’il va jouer sa dernière pièce, Vies privées avec Léa-Marie Cantin et Gilles Pelletier.

### Quinzaine internationale de théâtre de Québec
En 1984, toujours présent au Théâtre du Bois de Coulonge, il concrétise avec sa femme et d’autres partenaires un festival international de théâtre baptisé La Quinzaine internationale de Théâtre. Jean-Marie Lemieux ne verra malheureusement pas la seconde édition de son Festival, frappé de plein fouet par un cancer qui l’emporte le 4 novembre 1985 à l’âge de 45 ans, laissant dans le deuil son épouse, Rachel Lortie, et ses deux fils Pierre et Benjamin, sa mère Louise Drapeau ainsi que deux frères Antoine et Denis. Plus de 1000 personnes, collaborateurs, amis, comédiens et comédiennes viennent l’applaudir une dernière fois lors d’une courte cérémonie officiée par l’abbé Paul Karim en l’église Notre-Dame-du-Chemin à Québec. Puisqu'il avait choisi Les Grands Soleils de Ferron comme pièce inaugurale du Théâtre du Bois de Coulonge, le poète Jean Royer a rendu hommage au comédien disparu en reprenant le thème de la pièce centrée sur la liberté dans la création : « La dramaturgie québécoise vient de s'enrichir d'une pièce unique et assez extraordinaire qui marque un pas important, sinon le plus grand, dans la jeune histoire de notre théâtre. Pour la première fois, une pièce de théâtre apporte l'humour, l'ironie et la satire pures sur nos scènes. La pièce de Ferron est incontestablement universelle, en ce sens qu'elle incarne notre réalité québécoise à même l'éternel combat de l'homme, celui entre la vie et la mort. Jean-Marie Lemieux demeure, à sa façon, un grand soleil. Puisse-t-il inspirer tous ceux et celles qui rêvent de brûler les planches ».

## Filmographie

### Cinéma
- 1972 : La Course du lièvre à travers les champs : Lester
- 1974 : Bingo : Le Premier Ministre
- 1975 : Partis pour la gloire : Rodolphe Moreau
- 1976 : Parlez-nous d'amour : Boss de Jeannot
- 1977 : Panique : Claude Bédard
- 1980 : L'Affaire Coffin : Ben Ménard
- 1982 : Les Yeux rouges : Léopold Latour

### Télévision
- 1967 : D'Iberville (série TV) : Denis Riverin
- 1968 : Les Belles Histoires des pays d'en haut (série TV) : Ti-Boule Lizeron
- 1970 : À la branche d'Olivier (série TV) : Me Laliberté
- 1976 : La Petite Patrie  : Armand Cholette
- 1981 : Une aurore boréale (TV) : Le voyageur
- 1984 : Laurier (feuilleton TV)

### Théâtre
- 1966 : On n'a pas tué Joe Hill (Théâtre) : Procureur Général Stone
- 1967 : Bois-brûlés (Théâtre) : John Schultz
- 1967 : Grands soleils (Les) (Théâtre) : Jean-Olivier Chénier
- 1967 : Homme pour homme (Théâtre) : Monsieur Wang
- 1968 : Nuit des rois (La) (Théâtre) : Antonio
- 1968 : Six personnages en quête d'auteur (Théâtre) : Un acteur
- 1968 : Témoignage irrecevable (Théâtre) : Le juge Hudson
- 1968 : Volpone (Théâtre) : Corvino
- 1969 : Mantilles et mystère (Théâtre) : Don Fabio
- 1970 : Charbonneau et le Chef (Théâtre) : Monseigneur Charbonneau
- 1970 : Des souris et des hommes (Théâtre) : Carlson
- 1971 : Barouf à Chioggia (Théâtre) : Isodoro
- 1971 : Canard à l'orange (Le) (Théâtre) : Hugh Preston
- 1971 : Feu la mère de madame (Théâtre) : Joseph
- 1971 : Moi, je n'étais qu'espoir (Théâtre) : Le enième
- 1971 : On purge bébé (Théâtre) : 	Follavoine
- 1972 : Chatte sur un toit brûlant (La) (Théâtre) : Big Daddy
- 1972 : Mégère apprivoisée (La) (Théâtre) : Grumio
- 1973 : Canard à l'orange (Le) (Théâtre) : Hugh Preston
- 1973 : Charbonneau et le Chef (Théâtre) : Monseigneur Charbonneau
- 1973 : Siegfried (Théâtre) : Siegfried
- 1973 : Six personnages en quête d'auteur (Théâtre) : Le père
- 1974 : Autre Don Juan (L') (Théâtre) : Marius
- 1975 : Nonnes (Les) (Théâtre) : La Mère Supérieure
- 1975 : Vilains (Les) (Théâtre) : Tonio
- 1976 : Opéra de quat'sous (L') (Théâtre) : Peachum
- 1978 : Rustres (Les) (Théâtre) : Simon
- 1978 : Un sur six (Théâtre) : Benoît
- 1981 : Des frites, des frites, des frites (Théâtre) : Lieutenant-colonel
- 1982 : Chaire (La) (Théâtre) : Le père Tim Farley
- 1984 : Chacun sa vérité (Théâtre) : Lamberto Laudisi

## Hommages
- Une plaque "Ici vécut de la ville de Québec est présente au 915 avenue Casot, en son honneur, pour indiquer son ancien lieu de résidence.

## Récompenses et nominations

### Récompenses
- Conservatoire d’art dramatique de Québec 1966, premiers prix: comédie classique, théâtre contemporain et tragédie classique avec la note très grande distinction.